# Le Rœulx
Le Rœulxlà một đô thị ở tỉnh Hainaut. Tại thời điểm ngày 1 tháng 1 năm 2006 Le Rœulx có dân số 7.977 người. Tổng diện tích là 42,80 km² với mật độ dân số là 186 người trên mỗi km². Lâu  đài Rœulx, lâu đài thuộc Comtes de Croÿ-Rœulx, tọa lạc gần thị trấn này.